# Københavns Biblioteker
Københavns Biblioteker (KKB) er navnet på Københavns Kommunes biblioteksvæsen og er med sine 206.335 aktive lånere landets største biblioteksvæsen. Det samlede budget udgør i 2023 300 mio. kr.
KKB består af Københavns Hovedbibliotek,19 lokale biblioteker, 1 patientbibliotek på Rigshospitalet og en afdeling i Københavns Fængsler. Københavns Biblioteker betjener desuden en lang række plejehjem i Københavns Kommune.

## KKBs historie
Den kommunale institution blev grundlagt under navnet Københavns kommunes folkebiblioteker den 2. marts 1885, efter inspiration fra især Paris og Berlin, hvorpå virksomheden påbegyndtes den 7. november 1885 med seks nyoprettede kredsbiblioteker og to læsestuer. I 1918 foretog man en navneændring til Københavns kommunebiblioteker før man i 1965 skiftede til Københavns kommunes biblioteker (KKB). I 1998 kom man under Kultur- og Fritidsforvaltning (Københavns Kommune) og i 2007 valgte man det mere mundrette navn Københavns Biblioteker. Fra 1. januar 2010 bliver Københavns Biblioteker som konsekvens af en større organisationsændring del af Center for drift og koordinering, der bl.a. også omfatter kulturhuse og idrætsanlæg, hvilket betyder større sammenhæng mellem kulturtilbuddene i kommunen.
Indtil 31. december 2006 havde Københavns Biblioteker tillige en bogbus.
I 2008 startede Københavns Biblioteker litteraturfestivalen Kbh læser.

## Liste af biblioteker
| Navn                              | Adresse                     | Bydel        | År   |
| --------------------------------- | --------------------------- | ------------ | ---- |
| Københavns Hovedbibliotek         | Krystalgade 15              | København K  | 1885 |
| Biblioteket Rentemestervej        | Rentemestervej 76           | København NV | 2011 |
| Bibliotekshuset                   | Rodosvej 4                  | København S  |      |
| Blågårdens Bibliotek              | Blågårds Plads 5            | København N  |      |
| Brønshøj Bibliotek                | Krabbesholmvej 3            | Brønshøj     |      |
| Christianshavns Bibliotek         | Dronningensgade 53          | København K  |      |
| Husum Bibliotek                   | Frederikssundsvej 290       | Brønshøj     |      |
| Islands Brygge Bibliotek          | Njalsgade 15                | København S  |      |
| Kildevæld Kulturcenter            | Bellmansgade 5C             | København Ø  |      |
| Kulturstationen Vanløse           | Jernbane Allé 38            | Vanløse      |      |
| Nørrebro Bibliotek                | Nørrebrogade 208            | København N  |      |
| Patientbiblioteket Rigshospitalet | Blegdamsvej 9, Afsnit 4102, | København Ø  |      |
| Solvang Bibliotek                 | Remisevej 14                | København S  |      |
| Sundby Bibliotek                  | Jemtelandsgade 3            | København S  |      |
| Sydhavnens Bibliotek              | Wagnersvej 19               | København SV |      |
| Tingbjerg Bibliotek\Kulturhus     | Skolesiden 4                | Brønshøj     | 2018 |
| Valby Bibliotek                   | Annexstræde 2               | Valby        |      |
| Vesterbro Bibliotek og Kulturhus  | Lyrskovgade 4               | København V  |      |
| Vigerslev Bibliotek               | Kirsebærhaven 23            | Valby        |      |
| Øbro Jagtvej Bibliotek            | Jagtvej 227                 | København Ø  |      |
| Ørestad Bibliotek                 | Arne Jacobsens Allé 19      | København S  |      |
| Østerbro Bibliotek                | Dag Hammarskjölds Allé 19   | København Ø  |      |

## Ekstern kilde/henvisning
- Københavns Bibliotekers officielle hjemmeside

| Bogstak | Spire Denne biblioteksrelaterede artikel er en spire som bør udbygges. Du er velkommen til at hjælpe Wikipedia ved at udvide den. |

|  | Denne artikel om en bygning eller et bygningsværk kan blive bedre, hvis der indsættes et (bedre) billede. Du kan hjælpe ved at afsøge Wikimedia Commons for et passende billede eller lægge et op på Wikimedia Commons med en af de tilladte licenser og indsætte det i artiklen. |